# Vol spécial
Pour plus de détails, voir Fiche technique et Distribution.
Vol spécial est un film documentaire suisse réalisé par Fernand Melgar, sorti en 2011.
Tourné à l'Établissement concordataire de détention administrative de Frambois dans la banlieue de Genève, il montre le quotidien du personnel et des détenus de l'un des vingt-huit centres de renvoi pour étrangers en situation irrégulière de Suisse[réf. à confirmer]. À ce titre, le réalisateur se situe avec ce film dans la continuation de son précédent documentaire tourné en cinéma direct, La Forteresse.
Le film relance les débats sur les renvois forcés de niveau IV, dits "vols spéciaux" qui ont déjà occasionné trois décès en Suisse,. Il reçoit plus d'une vingtaine de prix tels que le Prix du Cinéma Suisse, le Prix Italia ou une nomination aux Emmy Awards. Selon le Tages Anzeiger, Vol spécial fait partie des 100 meilleurs films suisses.

## Synopsis
Après La Forteresse, qui décrivait l'accueil des demandeurs d’asile en Suisse, Fernand Melgar porte son regard vers la fin du parcours migratoire. Au Centre de détention administrative de Frambois à Genève, des hommes sont privés de liberté dans l’attente d’un renvoi. Requérants d’asile déboutés, condamnés étrangers ayant purgé leur peine ou sans papiers, ils sont sommés de partir après, pour certains, avoir passé plusieurs années en Suisse, travaillé, payé des impôts, fondé une famille. Leur incarcération peut durer jusqu’à 18 mois. Dans ce huis clos, la tension monte au fil des jours. D’un côté des gardiens bienveillants, de l’autre des détenus vaincus par la peur et le stress. Des rapports d’amitié et de haine, de respect et de révolte se nouent jusqu’à l’annonce du renvoi vécu comme une trahison. Ceux qui refusent de partir et susceptible d'opposer une forte résistance physique sont menottés, ligotés et installés de force dans un avion pour un « vol spécial » qui se déroule la plupart du temps dans la détresse et l’humiliation.

## Fiche technique
- Titre original : Vol spécial
- Titre anglais : Special flight
- Réalisation : Fernand Melgar
- Image : Denis Jutzeler
- Prise de son : Christophe Giovannoni
- Montage : Karine Sudan
- Production : Fernand Melgar
- En coproduction avec : RTS - Unité Documentaire, SSR SRG
- Avec le soutien de : Office fédéral de la culture, fondation culturelle Suissimage, Regio, Fondation Vaudoise pour le Cinéma
- ISAN : 0000-0002-A3C0-0000-T-0000-0000-O
- Distribution suisse : Fernand Melgar
- Distribution internationale : Catndocs.com
- Pays d'origine :  Suisse
- Langue originale : français
- Format : 1.78, couleur, Dolby 5.1
- Genre : documentaire
- Durée : 103 minutes
- Sortie au cinéma :
  -  Suisse : 15 septembre 2011
  -  France : 15 avril 2012

## Production

### Genèse

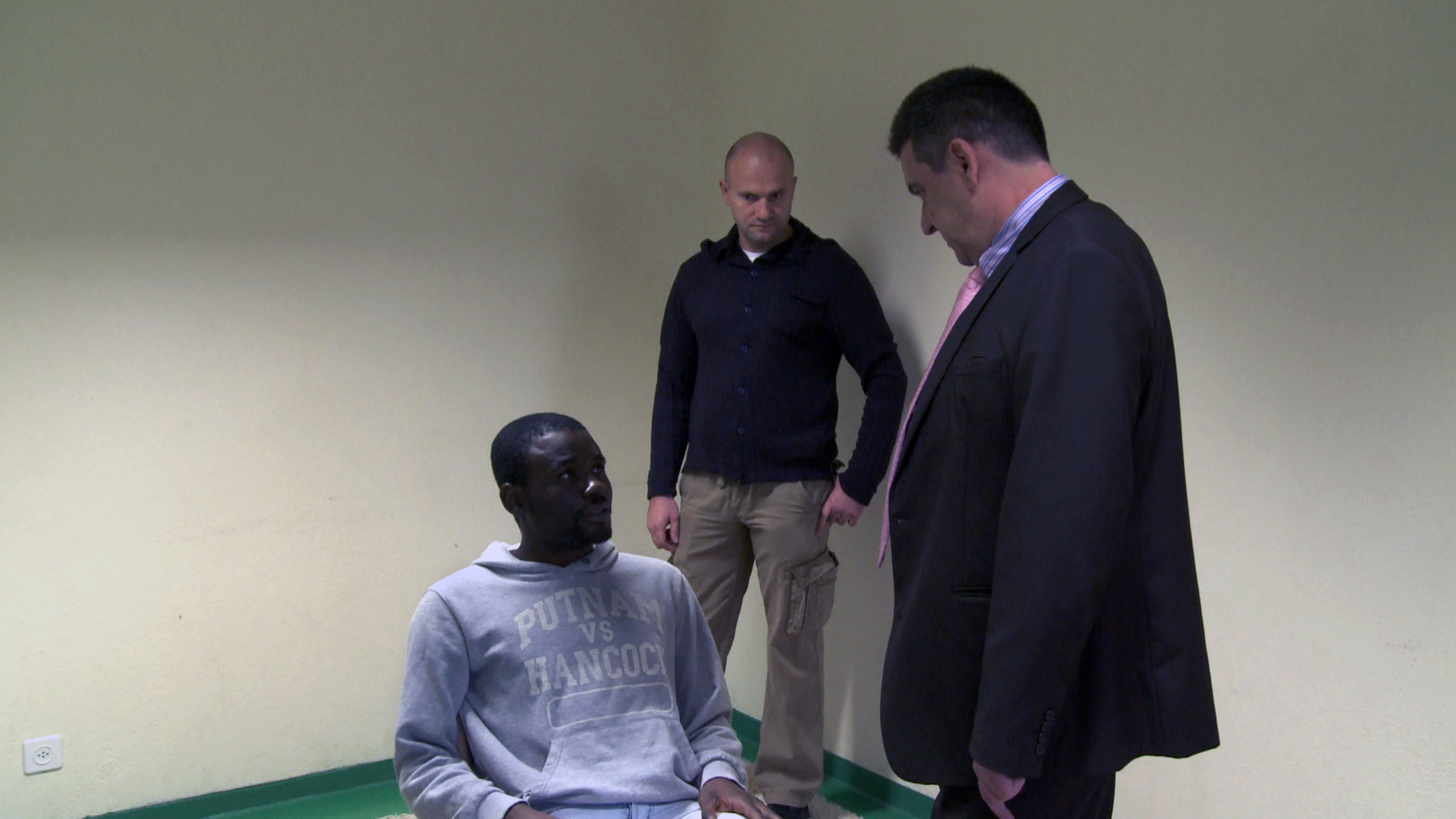
Le directeur de Frambois informe un détenu de son expulsion par avion.

La loi fédérale sur les mesures de contrainte permet d’emprisonner pour une durée maximale de 18 mois un étranger en situation irrégulière, homme ou femme, dans l’attente de son renvoi de Suisse. Présentée par le Conseil fédéral comme une loi pour «maintenir la tradition humanitaire» mais qui ne souhaite plus «qu'on abuse de notre hospitalité», un comité a demandé un référendum contre ce projet arguant que cette loi est «injuste, anticonstitutionnelle et clairement contraire au conventions internationales en matière des droits de l'homme». Les citoyens suisses acceptent cette loi le 4 décembre 1994 à 72.9% de oui et tous les cantons l’ont acceptée.

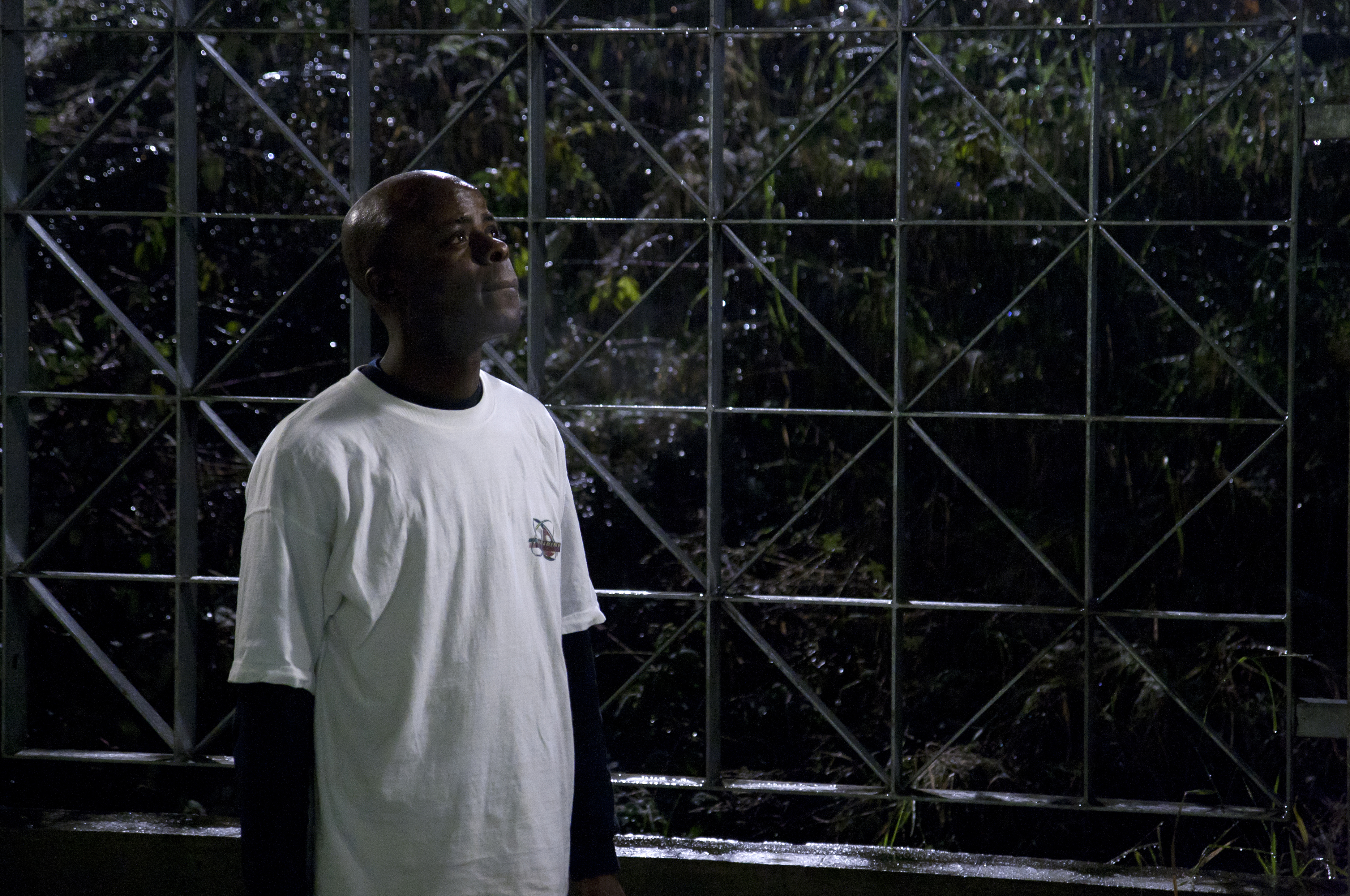
Serge, dans la cour de la prison de Frambois, regarde les avions passer.

La détention administrative n’a pas pour but de punir ou de sanctionner un délit au sens du Code pénal suisse. La Commission nationale de prévention de la torture précise: « Le régime de la détention administrative doit en effet être clairement distinct du régime de l’exécution des peines, car les personnes ne sont pas privées de leur liberté parce qu’elles ont commis une infraction mais dans le but de garantir l’exécution de leur renvoi ». La finalité d’un centre détention administrative consiste à expulser de gré ou de force des personnes sans statut légal en Suisse. Claude Linker, directeur du Centre d'arrêt genevois de la Favra, rajoute : «La détention administrative est la plus dure de toutes», «Lors d'une condamnation pénale, chaque jour est un pas vers la liberté. Ce n'est pas le cas ici. Les détenus n'ont aucune perspective, ni remise de peine, ni libération conditionnelle». À ce sujet, Fernand Melgar déclare : « Je suis frappé à quel point le public ignore les conséquences dramatiques des incessants durcissements des lois sur l'asile et les étrangers sur la vie d'êtres humains innocents. Je crois que le citoyen suisse ne sait plus vraiment pourquoi il vote».

### Tournage

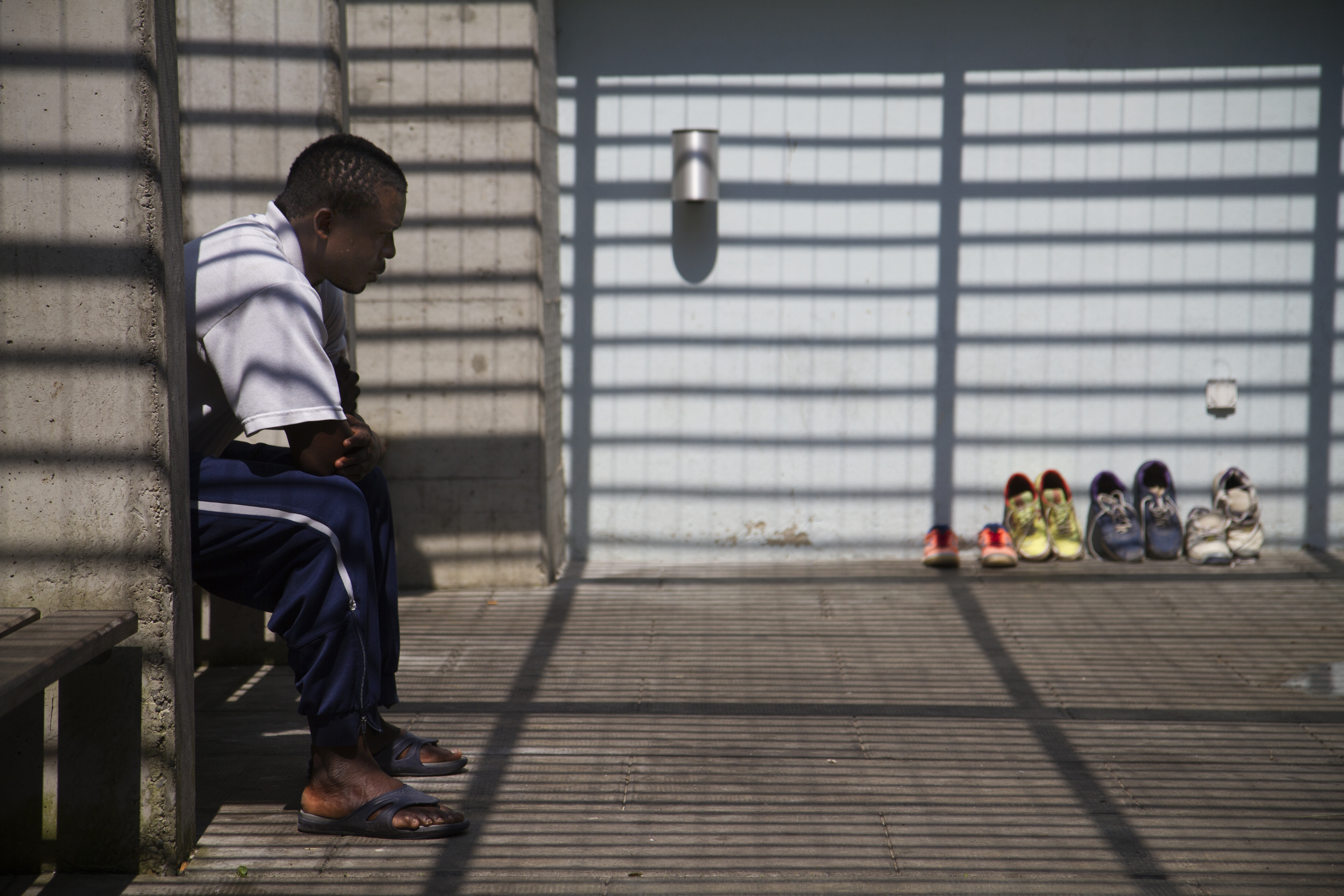
Alain, requérant d'asile débouté, dans la cour de la prison de Frambois.

Le tournage a eu lieu du 1er février 2010 au 30 mars 2011 à l'Établissement concordataire de détention administrative de Frambois à Vernier dans le canton de Genève. À disposition des cantons de Genève, Vaud, Jura et Neuchâtel, il est l'un des 28 centres de détention administrative en Suisse. Pendant le tournage du film, les détenus Julius et Emmanuel, deux protagonistes d'origine nigériane, partent menottés de Frambois le 16 mars 2010 pour l'aéroport de Zurich où ils vont être expulsés par vol spécial à Lagos. Ils retournent le lendemain à Frambois en état de choc. Ils sont les témoins du décès d'un Nigérian de 29 ans venu de la prison de Zurich, Joseph Ndukaku Chiakwa. Selon Emmanuel, il aurait succombé au moment de son entravement : « On nous a traités comme des animaux. Les policiers nous ont attachés en différents endroits du corps et mis un casque comme ceux des boxeurs, racontent les deux hommes. On ne pouvait pas bouger.»

## Accueil

### Critique positive
Le film est dans l'ensemble bien accueilli par le public et la presse qui lui remet le Prix suisse de la critique de cinéma et le prix du meilleur film européen de la Fédération des critiques de film européen,. Carine Fouteau de Mediapart note que «Fernand Melgar apporte sa pierre à l’édifice en montrant la banalité du mal au travers d’une mécanique d’autant plus monstrueuse qu’elle se présente sous un visage ordinaire». Manouk Borzakian du Monde Diplomatique souligne que « le réalisateur nous permet d’entendre la diversité de ces voix, habituellement inaudibles car réunies dans des catégories – sans-papiers, exclus ou autres –, pour aboutir à une véritable intelligence du social. Jean-Marie Barbe, fondateur des États généraux du film documentaire, écrit que «Vol Spécial nous donne à voir des réels interdits et nous permet de rencontrer des personnes, là où il n’y avait que des chiffres et des statistiques.[...] Il est un grand témoignage politique qui nourrit la colère sans jamais l’attiser, et qui nous aide à nous construire une conscience».

### Critique négative

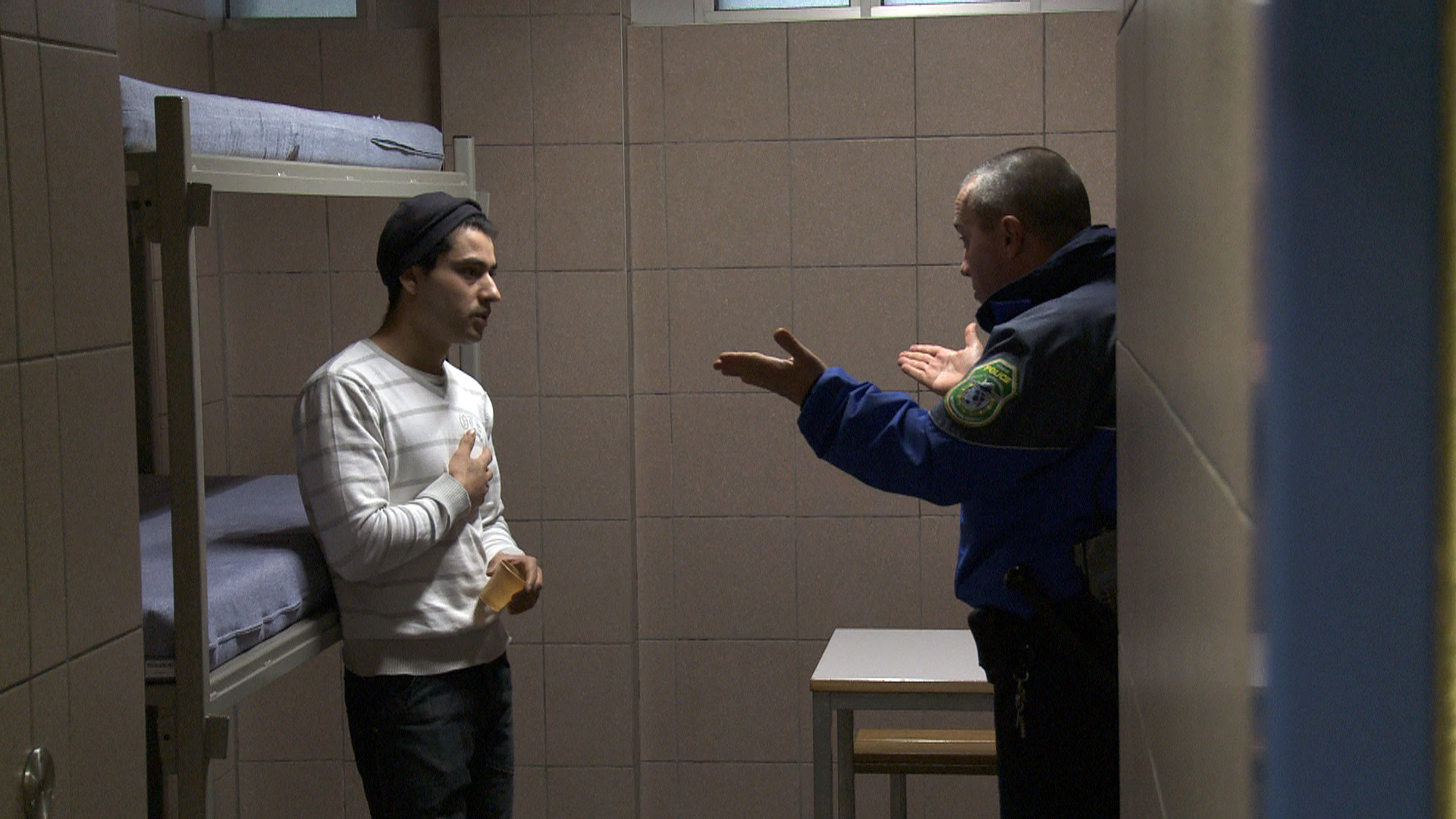
Jeton, Rom du Kosovo, s’oppose à son renvoi dans la cellule de la police de l’aéroport.

Vol spécial est présenté en compétition internationale le 6 août 2011 au 64e festival de Locarno. La présidente de la Confédération Micheline Calmy-Rey est présente et déclare au journal télévisé du soir de la RTS : « Ce n'est pas conforme à la tradition humanitaire de la Suisse que des gens meurent sur des vols spéciaux ». Le film reçoit le Premier Prix du jury des jeunes et le Prix du Jury Œcuménique. Peu après la proclamation de ces résultats, le président du jury, Paulo Branco, crée une polémique en jugeant que « le film s'accompagne d'un fascisme ordinaire trop courant dans notre société, celui-là même qu'il prétend dénoncer ». La neutralité du traitement du sujet par le cinéaste est largement défendue dans la presse suisse et française, comme l'atteste l'analyse de Jacques Mandelbaum du Monde : « Loin d'affaiblir le film, cette absence de stigmatisation des exécutants rend sensible aux spectateurs la banalité du mal, telle que la démocratie est aussi capable de la mandater ».

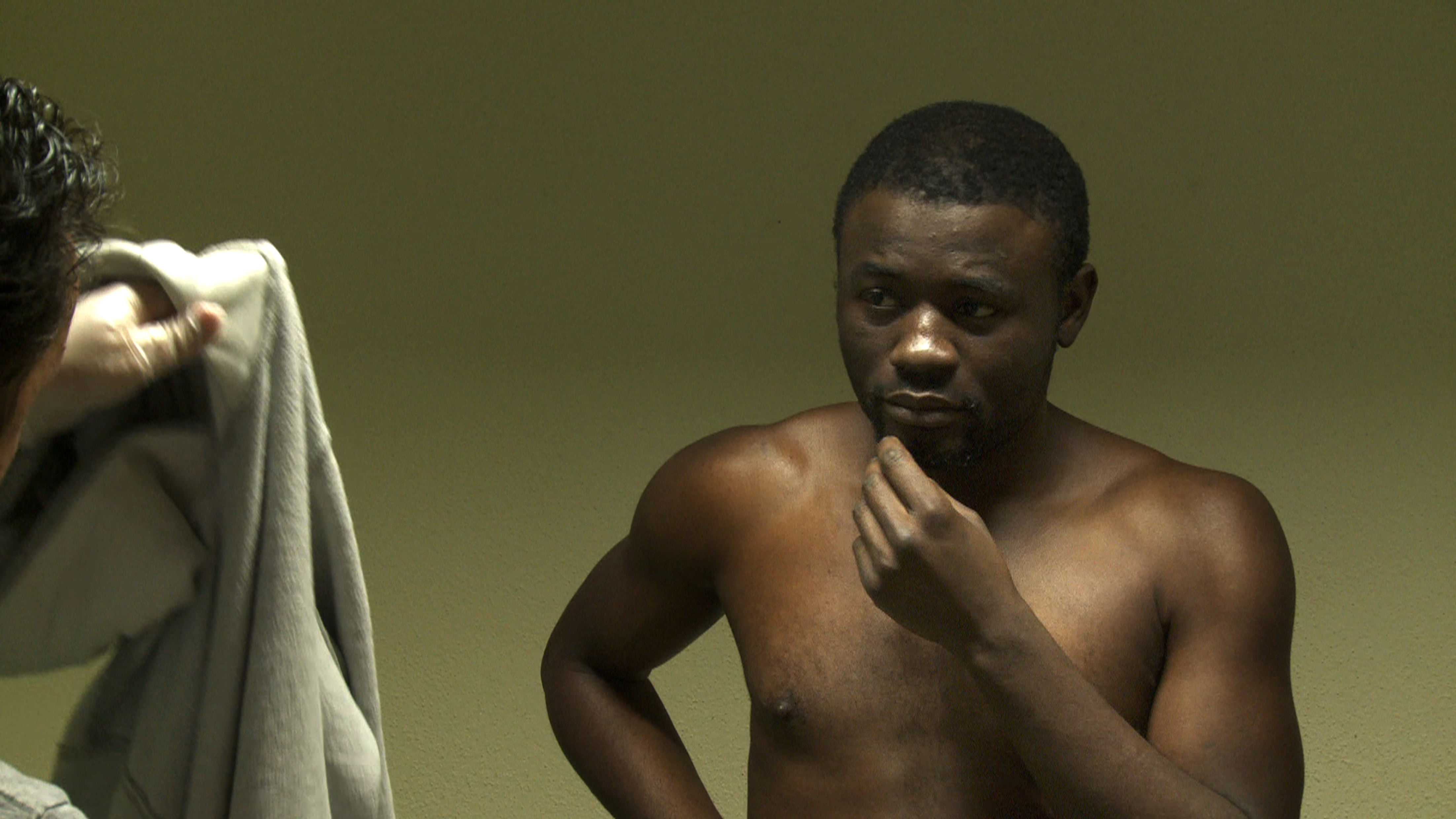
Elvis est fouillé par la police avant son départ par vol spécial.

Une autre critique faite au film est que l'on ignore tout du passé criminel de certains détenus. Interrogé à ce sujet, Fernand Melgar rétorque: « La moitié (des détenus) environ avaient commis des délits, parfois mineurs. [...] Les internés que cela concerne ont payé leur dette envers la société et ont droit à l'oubli. Par l’enfermement et l’expulsion, on leur inflige une double peine. Je crois à l’égalité devant la loi. […] Ceux qui l’attaquent m’accusent de manipulation ou cherchent à le discréditer en montant en épingle tel ou tel cas, cherchent à libérer leur conscience face au système injustifiable que la population suisse a accepté à une large majorité il y a quinze ans».

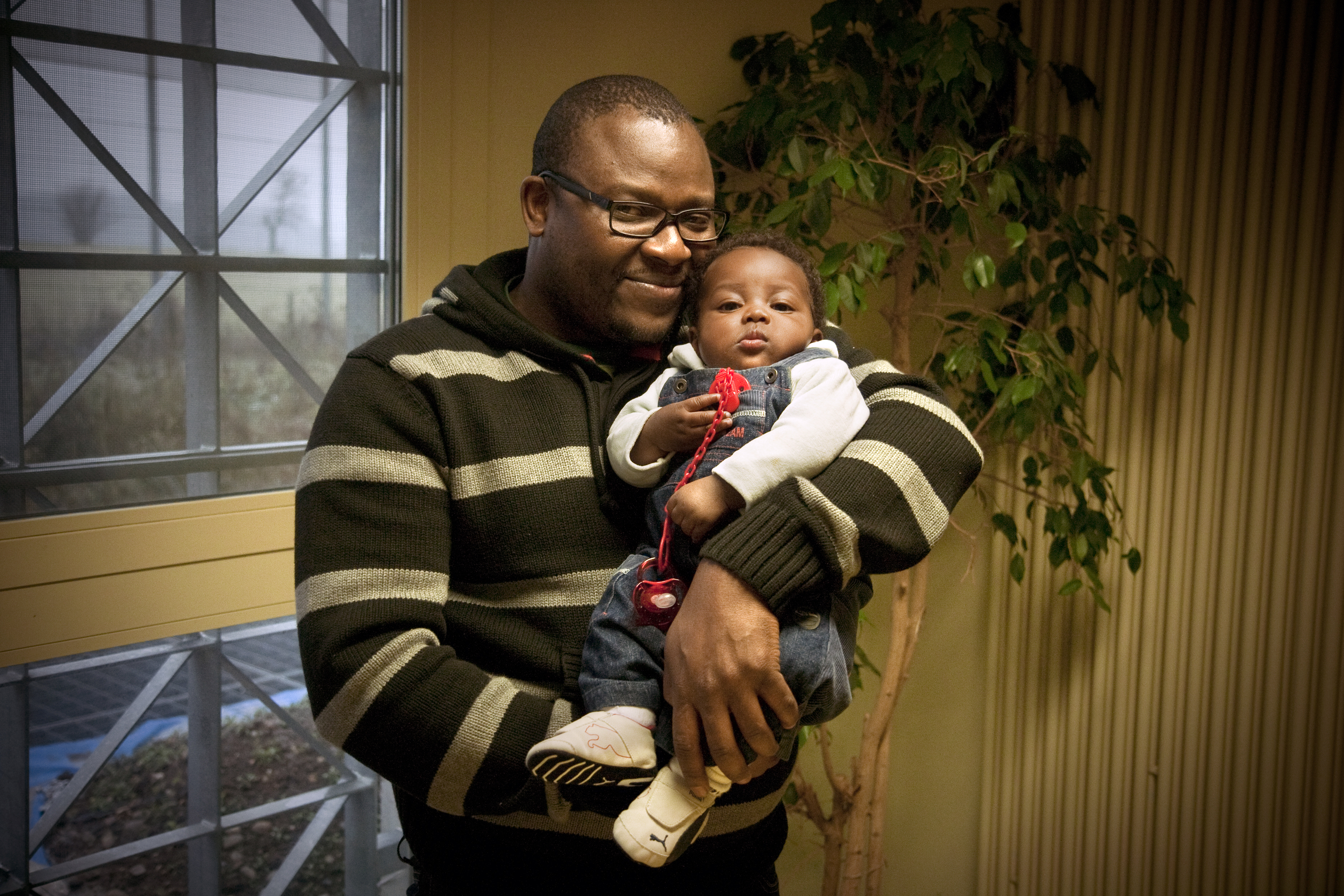
Pitchou reçoit la visite de son fils au parloir de Frambois.

Jean-Claude Péclet du Matin Dimanche soutient qu'« une des scènes fortes montre la colère d’un détenu que son expulsion va séparer de sa femme et de ses enfants. Or un familier du cas relève que sa famille était sans nouvelles de lui depuis deux ans avant son internement». Laurent Flütsch, journaliste à Vigousse, mène une contre-enquête: « Intégré et respecté, (Pitchou) vit et travaille en Suisse depuis 11 ans. Des policiers vaudois ont débarqué un matin à son domicile où, n’en déplaise au "familier du cas ", il vit avec sa compagne et leur fils nouveau-né. […] Après plusieurs mois à Frambois, il a été libéré in extremis sur décision du SPOP, sans aucune explication. Aujourd’hui au bénéfice d’une admission provisoire, il vit avec sa compagne et leur fils». Reconnaissant son erreur, Jean-Claude Péclet écrit dans son blog personnel : «Après deux vérifications, je confirme que Pitchou Kitima n’est pas concerné par la critique sur l’absence de vrais liens familiaux. Je lui présente mes excuses s’il s’est senti visé par ce paragraphe ».

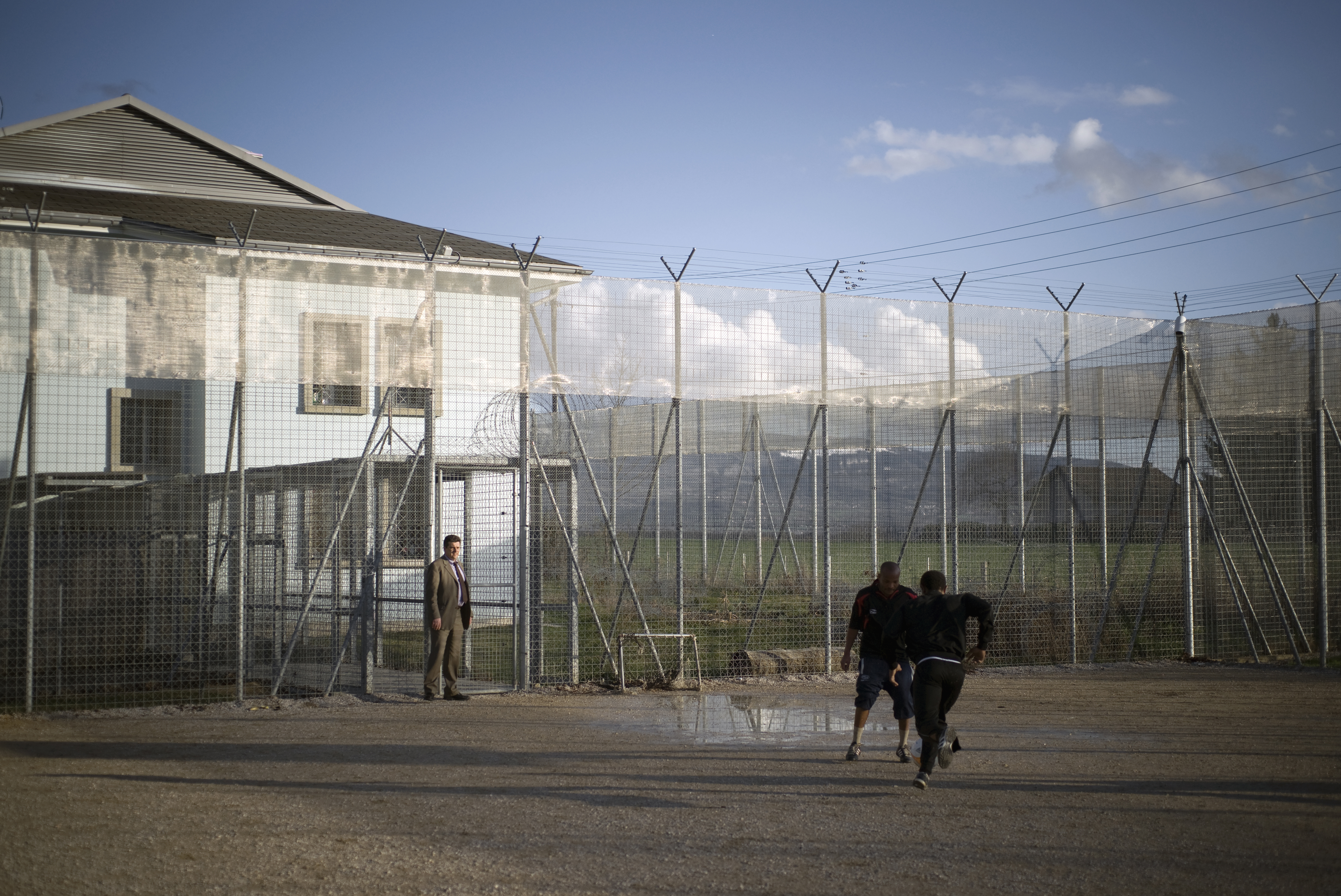
Le directeur Jean-Michel Claude surveille les détenus de Frambois.

En Suisse alémanique, David Keller, président de l’Association des offices cantonaux de migration, et Martina Caroni, professeure de droit à Lucerne, ont reproché au film d'affirmer que « des milliers de personnes sont enfermées sans décision de justice pour la seule raison d’être en situation irrégulière dans le pays », affirmation jugée incorrecte. Pourtant, au sens de la loi fédérale du 6 décembre 2005 sur les étrangers (LEtr; RS 142.20), l'entrée en force des mesures de contrainte est une décision administrative laissée à l'appréciation des offices cantonaux de migration et non une décision judiciaire qui ferait suite à un délit pénal, comme l'indique clairement le carton au début du film. En 2016, 5 732 étrangers ont été détenus administrativement en Suisse pour s’assurer qu’ils quitteraient bel et bien le territoire. En moyenne, ils ont été enfermés vingt-cinq jours.

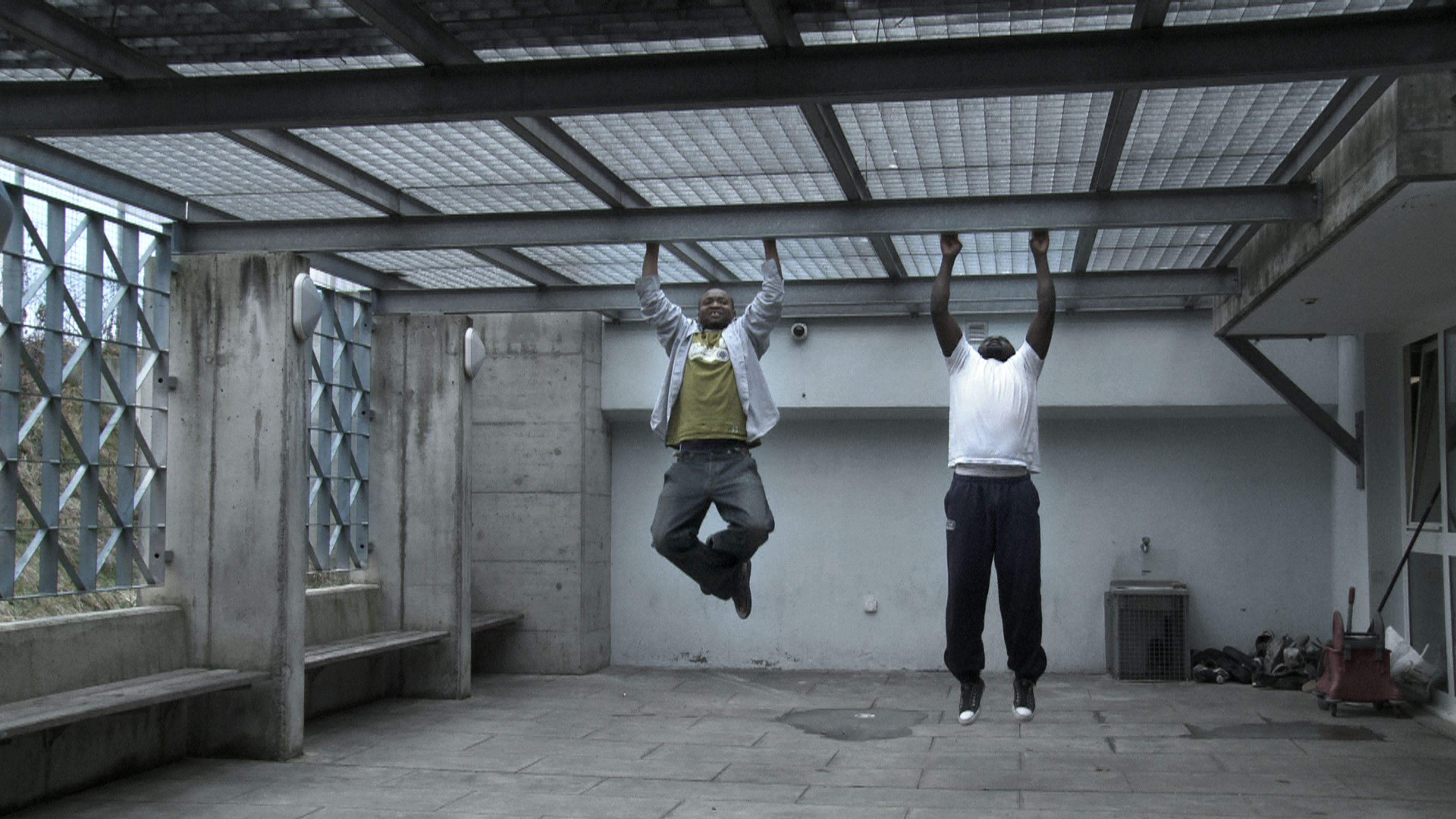
Julius et Blacky font des exercices dans la cour de Frambois.

Des projections et débats civiques sont organisés dans les écoles de Suisse ,,. Le parti nationaliste UDC tente en vain d'interdire la projection du film qu'il qualifie de « propagande d’humanistes de gauche » et place dans plusieurs journaux une publicité fustigeant le film: «Vol spécial est un docu-menteur scandaleux ». Jugeant « inadmissible » de montrer aux élèves un film qu’elle considère comme « militant », l’UDC interpelle au Grand Conseil la cheffe du Département de la formation, de la jeunesse et de la culture (DFJC), Anne-Catherine Lyon. Réponse de la conseillère d’État : « Le DFJC n’a pas interdit et n’interdira pas la projection du film »

## Distinctions
- 2011 : Premier Prix du jury des jeunes au 64e Festival de Locarno.
- 2011 : Prix du Jury Œcuménique au Festival international du film de Locarno.
- 2011 : Prix suisse de la critique de cinéma[16],[17].
- 2011 : Grand prix au Festival Watch Docs, Varsovie[35].
- 2011 : Special mention of the jury at the Festival des Libertés, Brussels[36].
- 2011 : Mention de la Fédération Internationale des Droits de l’Homme au Festival des Libertés, Bruxelles[36].
- 2012 : Prix La Vague au Festival du Cinéma Francophone en Acadie, Moncton[37].
- 2012 : Prix Europa Iris, Berlin[38].
- 2012 : Prix Italia.
- 2012 : Prix de Soleure aux Journées cinématographique de Soleure.
- 2012 : Quartz du meilleur documentaire au Prix du cinéma suisse.
- 2012 : Prix du documentaire au Festival international du film policier de Liège.
- 2012 : Amnesty International Award au Human Rights Film Festival de San Sebastian[39].
- 2012 : Anne Dellinger Grand Jury Award au Full Frame Film Festival[40].
- 2012 : Center for Documentary Studies Filmmaker Award au Full Frame Film Festival[40].
- 2012 : Prix du meilleur film long métrage au Human Screen, festival du film des droits de l’homme de Tunis[41].
- 2012 : Grand prix Certamen de Cine de Viajes del Ocejón, Espagne[42].
- 2012 : Prix spécial du Jury au Festival International du Cinéma des Peuples Ânûû-rû Âboro, Nouvelle-Calédonie[43].
- 2012 : Special World Feature Jury Mention au Silverdocs Documentary Festival, Silver Spring[44].
- 2012 : Fedora critics award for best european documentary, Crossing Europe Film Festival, Linz[45].
- 2012 : Best Human Rights Film Award au Festival du Documentaire, Ljubljana[46].
- 2012 : Prix du Jury Lycéens et Apprentis au Festival des Droits de l’Homme 2012, Paris.

### Articles
- «J'ai une mission, c'est de gentiment organiser votre départ» Carine Fouteau, Mediapart, 27 août 2011,
- «Vol spécial» Florian Leu, Cinema, 2012, Issue 57, p.219,237
- «Vol spécial» de Irene Genhart, Film - Dienst, Sep 29, 2011, Vol.64(20), p.43
- «Der Fall Vol spécial: vom Weglassen und vom Verschweigen» Cinema, 2013, Issue 58, pp.35-41
- «Vol spécial» Positif, Apr 2012, Issue 614, p.44
- «On vit une guerre contre les migrants » Alain Dreyfus, Les Inrockuptibles, 20.6.2012
- « La peur de l'étranger est une construction artificielle» Ariane Diatkine, Libération, 14-15 avril 2012, p.8-0
- «Vol spécial» Cahiers du Cinéma, 6 mars 2012
- «Le film qui dénonce les expulsions forcées » Valérie de Graffenried, Le Temps, 14 juillet 2011
- «Un avion nommé désespoir» Michaël Rodriguez, La Liberté, 23 juillet 2011
- «Je n’ai pas confiance en Simonetta Sommaruga sur les questions d’asile» Magalie Goumaz, Le Matin Dimanche, 24 juillet 2011, p.7,
- «A la racine du malaise autour de Vol special» François Modoux, Le Temps, 7 octobre 2011
- «A Locarno, le leurre des terres promises » Manouk Borzakian , Le Monde Diplomatique, 20 août 2011,
- «Vol Spécial, un documentaire qui met le feu au lac» Paolo Branco, Libération, 22 août 2011,
- «À propos de Paulo Branco réagissant à Vol Spécial» Adèle Mees-Baumann, Spectre du Cinéma, août 2011,
- «Vol Spécial, film fasciste?» Edouard Waintrop, Libération, 15 août 2011,
- «Comment filmer un centre de rétention?» Philippe Azoury, Libération, 22 août 2011,